# Pitch-Bender

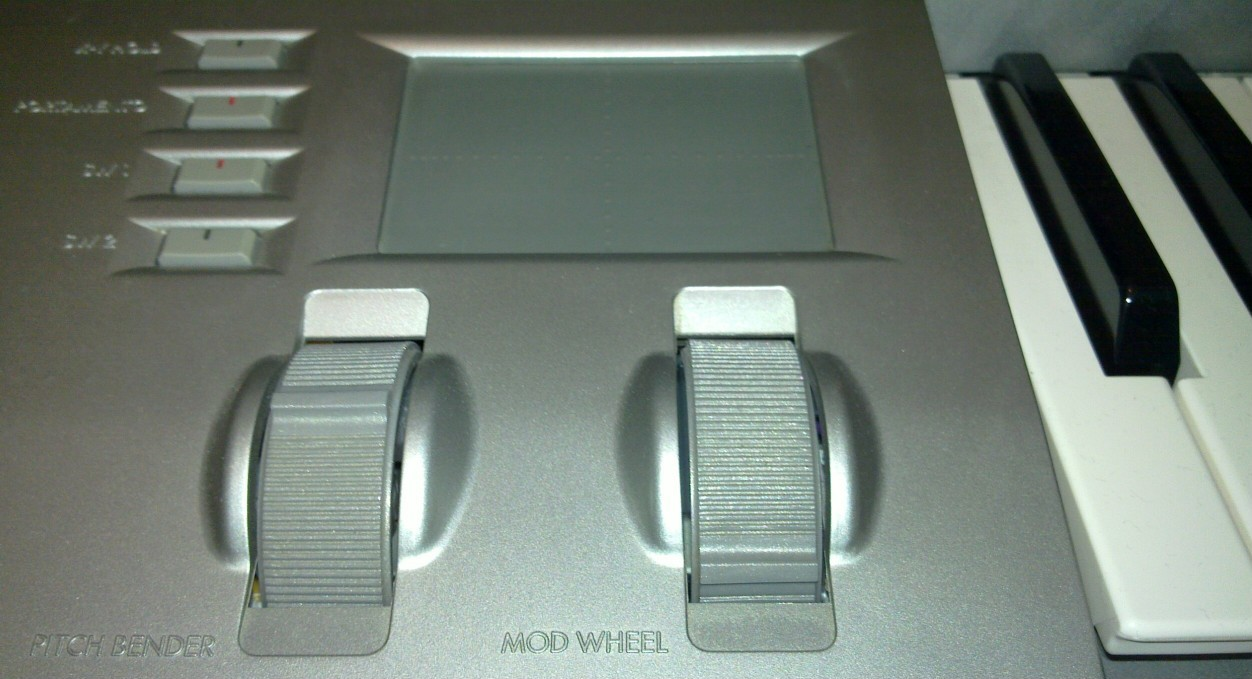
Vier Schalter, Reibefläche, Tonhöhenbeugungs- und Modulationsrad eines Korg Z1-Synthesizers

Ein Pitch-Bender (von engl. pitch „Tonhöhe“ und to bend „beugen“) ist eine Spielhilfe elektronischer Tasteninstrumente. Mit Hilfe des Pitch-Benders lässt sich die Tonhöhe stufenlos nach oben oder unten variieren. Damit ist es möglich, die Spielmöglichkeiten von Saiteninstrumenten auf Tasteninstrumenten zu simulieren.
Pitch-Bender sind heutzutage meistens als halbkreisförmige Modulationsräder links von der Klaviatur angeordnet. Die Mittenposition ist die Neutralposition und wird durch Federkraft automatisch nach dem Loslassen wieder eingenommen. In älteren Synthesizern findet man auch so genannte Ribbon-Bänder, bei denen durch Berührung des Bandes der Ton moduliert wird. Im Gegensatz zu Modulationsrädern muss die Tonhöhenänderung nicht erst immer von der Neutralposition starten, sondern die Tonhöhe kann sprunghaft gewechselt werden, je nachdem wie weit entfernt man das Band von der mittigen Neutralstellung aus berührt.